# Helicomyces tenuis
Helicomyces tenuis är en svampart som beskrevs av Speg. 1910. Helicomyces tenuis ingår i släktet Helicomyces och familjen Tubeufiaceae.   Inga underarter finns listade i Catalogue of Life.